# Liu Zhi (Gelehrter)
Liu Zhi (劉智 / 刘智,  Liú Zhì,  Liu Chih; geb. ca. 1660; gest. ca. 1745) war ein namhafter chinesischer Gelehrter des Islam aus Nanjing zur Zeit der Qing-Dynastie.
In seinen Werken versuchte er chinesischen Lesern den Islam und die damit verbundenen kulturellen Zusammenhänge näher zu bringen. Zusammen mit dem von Wang Daiyu gilt sein Œuvre als eine der wichtigsten Quellen für die Geschichte des Sufismus in China.

## Leben und Werk
Liu Zhi lebte in der 2. Hälfte des 17.  und der 1. Hälfte des 18. Jahrhunderts. Er war von großem Einfluss auf Ma Qixi (1857–1914), den Gründer der Xidaotang in Jiucheng, Kreis Lintan, Provinz Gansu. Diese nimmt die Werke von Liu Zhi und anderen als ihre Daʿwa-Quelle.
Liu Zhi, der Religionsgelehrte, Hagiograph und Übersetzer von Sufi-Texten ins Chinesische, war dem Sufismus-Experten John Renard sowohl im buddhistischen Denken als auch in den einheimischen religiösen Traditionen Chinas, dem Daoismus und dem Konfuzianismus, gut geschult und versuchte, den Islam als mit dem alten chinesischen religiösen Erbe, insbesondere dem Neokonfuzianismus, durchaus vereinbar darzustellen. In seinen Schriften werden häufig wichtige Sufi-Schriften erwähnt, unter anderem von Dschāmi, Nadschmuddin Daya Razi und Nasafi.

## Grab

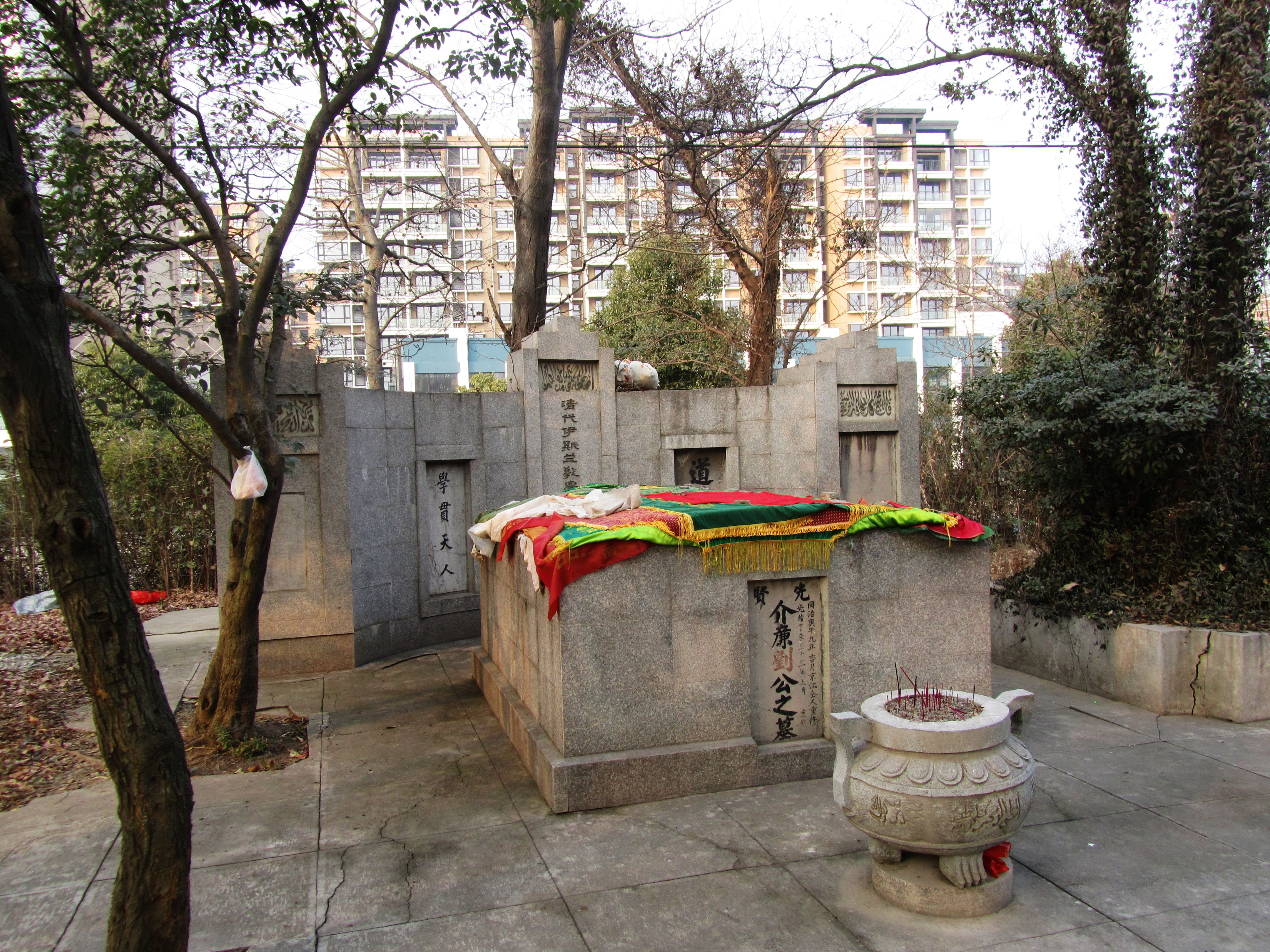
Sein Grab im Stadtbezirk Yuhuatai von Nanjing.

Sein Grab im Stadtbezirk Yuhuatai von Nanjing steht seit 1982 auf der Liste der Denkmäler der Provinz Jiangsu.

## Werke (Auswahl)
- Tianfang xingli 天方性理 (Die Metaphysik des Islam)
- Tianfang dianli 天方典礼 (Die Riten des Islam)
- Tianfang zhisheng shilu 天方至圣实录 (eine Biografie des Propheten Mohammed)
- eine vollständige chinesische Übersetzung von Dschāmis Al-lawā’iḥ